# 豊中町 (名古屋市)
豊中町（とよなかちょう）は、愛知県名古屋市南区の地名。

## 歴史

### 町名の由来
豊田町の中央に位置していたことによるという。

### 沿革
- 1934年（昭和9年） - 市設豊田遊泳場（豊田プール）設置[2]。
- 1939年（昭和14年）7月20日 - 南区豊田町の一部により、同区豊中町が成立[3]。『角川地名大辞典』では豊田町のほか、豊田本町の一部を編入したとある[2]。また、南区豊田町の一部により、同区三番町が成立[3]。
- 1946年（昭和21年）8月5日 - 豊田町の一部を編入する[3]。
- 1947年（昭和22年）11月1日 - 南区三番町の全域を編入する[3]。ただし、『角川地名大辞典』は一部の編入とする[2]。
- 1966年（昭和41年） - 市営豊田プールが東海道新幹線建設および道路拡張に伴い廃止される[2]。
- 1985年（昭和60年）11月3日 - 南区内田橋二丁目・明治二丁目に編入され消滅[2]。『なごやの町名』では、加えて豊二丁目に編入されたとする[3]。